# Voodoo Music Experience

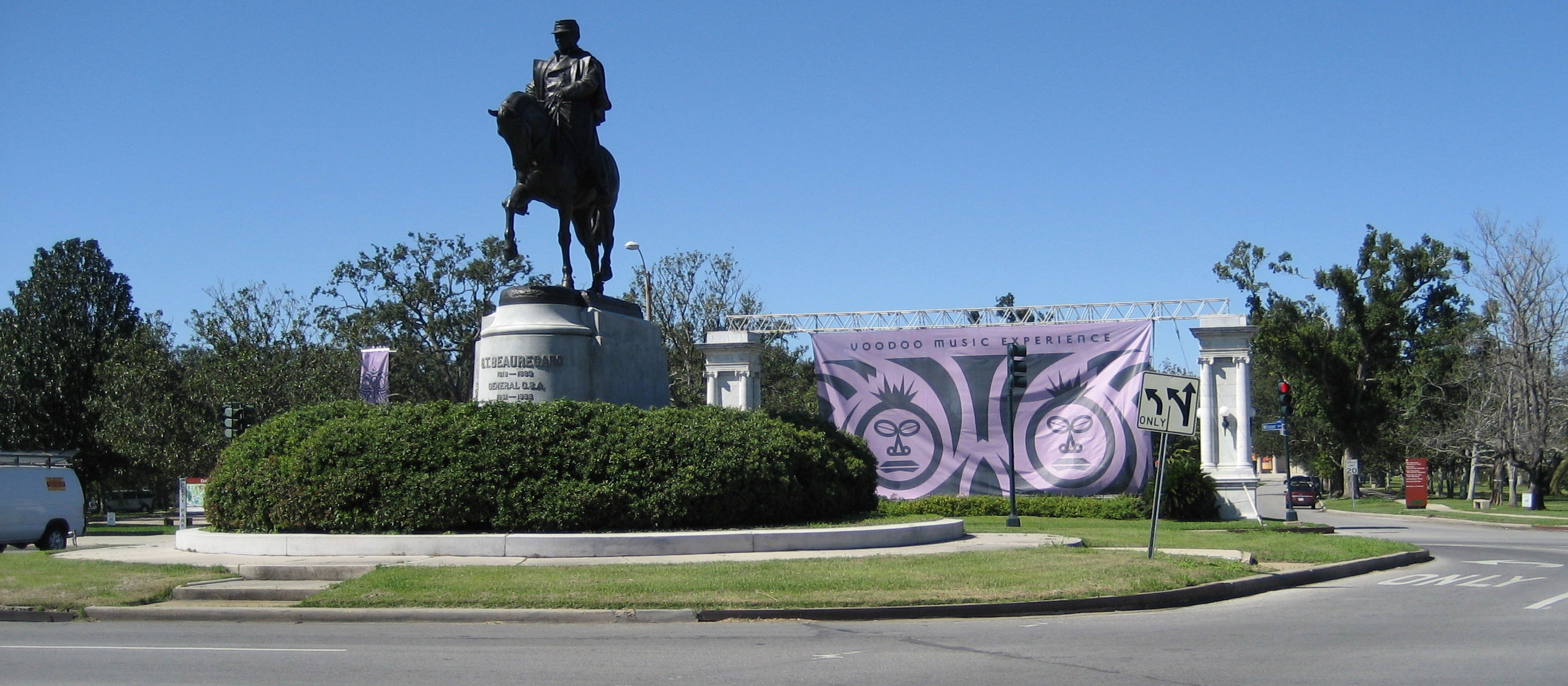
Entrada para o Voodoo Fest de 2006 no City Park, em Nova Orleans.

Voodoo Music Experience é um festival de três dias tradicionalmente ocorrendo na semana de Halloween no City Park de Nova Orleans, Louisiana desde 1999. O festival de 2007 foi expandido para três dias e aconteceu em 26, 27 e 28 de outubro.
Após o Furacão Katrina em 2005, a maior parte do City Park estava inundada e com árvores tombadas bloqueando boa parte da área. O festival de 2005 então foi dividido em duas performances, um dia no AutoZone Park em Memphis, Tennessee, e o outro no Audubon Park "Butterfly" de Nova Orleans. Voodoo Fest retornou ao City Park em 2006 com uma presença recorde de mais de 100.000 pessoas.
Antigas atrações principais incluem Duran Duran, Green Day, Nine Inch Nails, My Chemical Romance, The Flaming Lips, Red Hot Chili Peppers, The White Stripes, Mindless Self Indulgence, Tool, Eminem, The Beastie Boys, Social Distortion, assim como bandas locais como Better than Ezra, Cowboy Mouth e Dash Rip Rock.
As atrações principais de 2007 incluiram Rage Against the Machine, Smashing Pumpkins e Wilco. Com bandas de suporte como Black Rebel Motorcycle Club, M.I.A, Fall Out Boy, entre muitos outros.